# 岩崎愛 (歌手)
岩崎愛（いわさき あい、1986年5月29日 - ）は、大阪府出身のシンガーソングライター。2006年にミニアルバム『雨があがったら』でデビュー。2012年からインディーズの音楽レーベルonly in dreamsに所属。

## 略歴
ミュージシャンである兄・岩崎慧（セカイイチ）の影響で高校在学時から音楽活動を始め、関西でライブやラジオ出演を行う。2005年に関西のタワーレコード各店主催ライブイベントに唯一弾き語りで選出され、コンピレーション・アルバム『通天MUSIC-関西早耳アワード’05-』に参加。2006年にインディーズレーベルcolla discから発売されたミニアルバム『雨があがったら』が初めて全国に流通した。
2009年以降は東京へ活動拠点を移す。2011年3月から日向秀和（ストレイテナー）を中心とした東日本大震災支援プロジェクト・HINATABOCCOに参加し、2012年には後藤正文（ASIAN KUNG-FU GENERATION）のディレクションで、現在の所属レーベルであるonly in dreamsから『東京LIFE』をリリースした。またASIAN KUNG-FU GENERATIONのツアーのサポートメンバーとしてコーラスを務めた。
2016年には初のフルアルバム『It's Me』をリリース。またNHK『みんなのうた』への曲の書き下ろしや、V6への楽曲提供を行った。

## 作品

### アルバム
- 雨があがったら（2006年5月24日、colla disc）
- 太陽になりたいお月様（2008年4月16日、FIRST AID NETWORK） - 根上誠二プロデュース、森信行（元・くるり）らサポート[11]
  - 「アイライクユー」 - MITO（クラムボン）プロデュースのタワーレコード限定シングル[12]。関西テレビ「ミュージャック」エンディングテーマ
  - 「マリリン」 - 毎日放送「mm-TV」エンディングテーマ
- いっせーのーで（2011年11月18日、会場販売と通信販売のみ） - セルフプロデュース
- 東京LIFE（2012年9月12日、only in dreams） - 後藤正文プロデュース[6]
  - 「東京LIFE」 - w.p.cと大政絢のコラボレーションムービー曲[13]
  - 「花束」 - 新潟県妙高市観光プロモーションCM曲
- It's Me（2016年3月16日、only in dreams） - ディレクターとして中村タイチ、エンジニアとして中村研一が参加[5]。あらきゆうこらがゲスト参加[8][14]
- TSUBOMI（2018年3月14日） - プロデューサー/エンジニアはTroy Miller

### シングル
only in dreamsから発売。
- RAINBOW（2013年12月13日）
- 哀しい予感（2014年11月28日） - 後藤正文プロデュース[14]
- Brother & Sister（2015年4月18日） - 兄・岩崎慧と共作[1][15]
- すっぽんぽんぽん（2016年4月16日） - NHK「みんなのうた」2016年度4-5月放送曲[9][14]

### 配信
only in dreamsから配信。
- Live in Shibuya Hikarie（2015年3月12日） - 公開レコーディング音源
- 嘘（2016年1月27日） - アルバム『It's Me』に収録。小谷美紗子がピアノとコーラスで参加[16]

### 楽曲提供
- ハナヒラケ（V6、2016年） - 作詞・一部作曲[10]
- 太陽と月の子どもたち（V6、2017年） - 作詞・作曲。井上陽介と共同アレンジ[17]

### その他
- The chef cooks meのアルバム『回転体』（2013）にゲスト参加[18]
- ゼスプリ・インターナショナル　キウイCMソング『好きなことを楽しみながら feat. 岩崎愛』（2020年）

## 出演

### ライブツアー
- 岩崎家お里帰り～岩崎慧×岩崎愛～brother &sister（2012年 - 、盆と正月など定期） - 兄・岩崎慧と共同開催[15]
- 岩崎愛 Presents 「月とギターと猫と君」（2013年 - 2015年、不定期） - ワンマンライブ
- オカメインコツアー（2013年） - SHISHAMOら3組での対バン[19]
- Brother & Sister Tour 2015（2015年） - 兄・岩崎慧と共同開催[15]
- 『Brother & Sister』リリースツアー ～ふたりは兄妹～（2015年） - 兄・岩崎慧と共同開催[15]
- 『It's Me』リリースツアー（2016年）
- ROCK IN JAPAN FESTIVAL2016（2016年8月14日）[20]

### ラジオ
- 岩崎愛のRUN! RUN! RADIO! - 横浜FM「YOKOHAMA MUSIC AWARD」内番組（2014年10月 - 12月）[21]